# 超級瑪利歐樂園
《超級瑪利歐樂園》是任天堂於1989年4月21日在Game Boy發售超級瑪利歐樂園系列的第一部遊戲，亦是Game Boy的首發遊戲之一。
本作是第一款並非由超級瑪利歐系列創造者宮本茂開發的遊戲，而是由開發設計Game Boy的橫井軍平主導開發（亦是宮本茂加入任天堂開發第一部時的導師）。

## 劇情簡介
賽拉沙大陸聯合國有四個國家，分別是比拉夫特王國、米優特王國、依斯頓王國和恰伊王國。某日出現了一名想征服賽拉沙大陸聯合國的外星人泰坦卡。牠用催眠光線控制賽拉沙大陸聯合國四個國家的居民及國王，並將統治四個國家的黛西公主擄走。得知此事的瑪利歐為拯救黛西公主與國家，以及打倒外星人泰坦卡展開冒險了之旅。

## 遊戲特色
- 須要達到特定分數才可以接關
- 有FC與SFC版《超級瑪利歐》沒有的敵人
- 關卡中有隱藏通路
- 黛西公主於此遊戲首次登場

全破第一周目遊戲一次繼續玩第二周目，關卡難度增加，全破第二周目玩第三周目，關卡可以自由選擇。由於卡帶沒有附電池記憶系統，關機後重新啟動遊戲會由第一周目開始。

## 外部連結
- スーパーマリオランド （页面存档备份，存于）任天堂（日語）
- スーパーマリオランド （页面存档备份，存于）3DS Virtual Console（日語）